# Heilig-Geist-Kirche (Heppenheim)

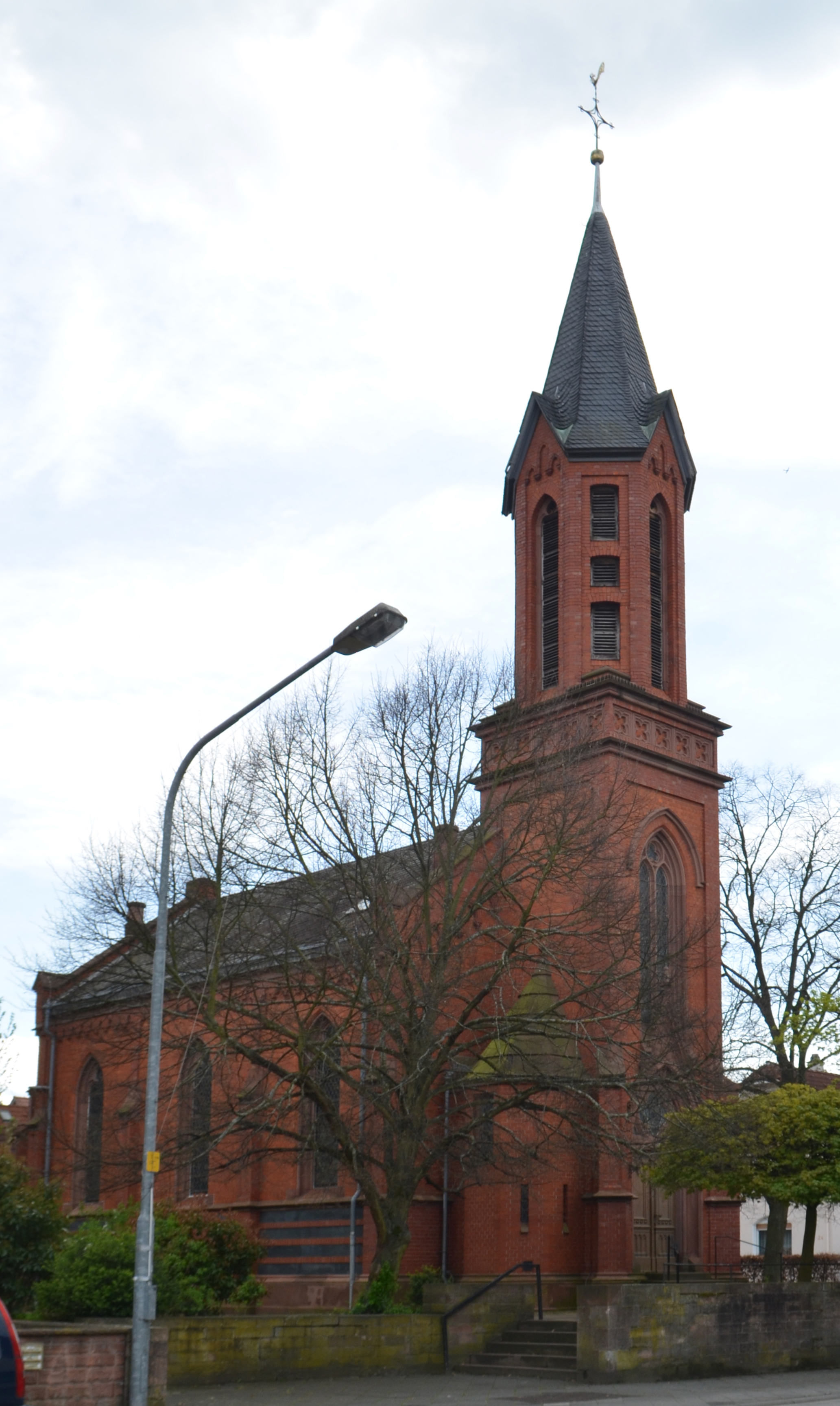
Heilig-Geist-Kirche

Die evangelische Heilig-Geist-Kirche ist ein denkmalgeschütztes Kirchengebäude in der Kreisstadt Heppenheim im Landkreis Bergstraße in Hessen. Die Kirchengemeinde gehört zum Dekanat Bergstraße in der Propstei Starkenburg der Evangelischen Kirche in Hessen und Nassau.

## Beschreibung
Die neugotische Saalkirche aus Backstein-Mauerwerk, deren Fassaden mit Lisenen und Gesimsen gegliedert sind, wurde 1886–1888 nach Entwurf des großherzoglich hessischen Baubeamten Paul Lucius gebaut. Der quadratische Kirchturm steht im Westen und wird von kleinen Treppentürmen flankiert. Sein oberstes, achteckiges Geschoss beherbergt hinter den Klangarkaden den Glockenstuhl. Der eingezogene Chor mit dreiseitigem Schluss steht im Osten. Im Chor befindet sich ein mit Ranken verziertes Relief von Steinmetzmeister Heinrich Metzendorf II.
Die Kirchenausstattung stammt bis auf das Altarkreuz von 1926 aus der Bauzeit.